# Las Tunas
Las Tunas (dal 1869 al 1976 Victoria de Las Tunas) è un comune di Cuba, capoluogo della provincia omonima

## Cultura
La località è anche nota come Capital de las Esculturas (Capitale delle Sculture) per il gran numero di statue (oltre cento) che ornano le strade e le piazze.
Le sculture presenti nel comune di Las Tunas sono testimonianze e narrazioni di momenti chiave della storia degli abitanti: i tuneros. Tra i luoghi e le opere scultoree più importanti per la città si possono citare: Plaza Martianas, Plazas de la Revolución, il Monumento al Trabajo, la Fuente de las Antillas e la leggendaria Cabezas contrapuestas del cacique Maniabo y Jibacoa.
Diversi eventi esaltano l’importanza della scultura e dell’arte nella cultura popolare come la Biennale di Sculture Rita Longa e il Salone Nazionale della Piccola Scala.
Nella seconda metà di settembre si celebra inoltre il Carneval de las Tunas e per diversi giorni il comune ospita musica, sfilate e carri.

## Infrastrutture e trasporti
La città è raggiungibile attraverso la Carretera Central de Cuba, che collega L’Avana con la zona orientale del paese. La località è ottimamente collegata con le principali città del paese: L’Avana, Santiago de Cuba e Holguín.